# Ren Chang Ching
Ren Chang Ching (ou Qin Renchang ou 秦仁昌), né le 15 février 1898 à Wujin, Jiangsu et décédé le 22 juillet 1986 à Pékin, est un botaniste chinois.

## Biographie
Il effectue ses études à l'université de Nankin, y étudie l'agriculture et se spécialise en botanique. Il constate l'absence de collections botaniques en Chine, toutes les plantes collectées étant envoyées en Europe ou en Amérique. Afin d'acquérir les connaissances presque exclusivement étrangères, il étudie les langues : il maîtrise l'anglais, le latin, le français et lit l'allemand et le russe. Il noue des contacts avec les grandes institutions d'occident et y assure des échanges. À l'occasion du 5e congrès de botanique, il parcourt les capitales européennes de 1930 à 1932 (en particulier, il s'intéresse aux collections de Kew). À son retour en Chine, il s'attache à la constitution d'herbiers et de jardins botaniques. Il fonde l'institut de biologie végétale de Lijiang. Contraint par l'invasion japonaise de fuir à Kunming dans le Yunnan, il y reste après la libération et devient président du département de biologie de l'université du Yunnan. Il occupe aussi après 1949 diverses fonctions de directeurs de services forestiers. Il poursuit par ailleurs jusqu'à sa mort l'étude des fougères.
Il a assuré des collectes importantes dans de nombreuses régions chinoises : de 1923 à 1928 dans le Nanjing, le Jiangsu, le Zhejiang, au sud de l'Anhui, au sud et à l'ouest du Hubei, dans le Qinghai, dans le Gansu, en Mongolie intérieure, dans le Guangxi et le Guangdong, à partir de 1938 dans le Yunnan et après 1952 dans le sud de la Chine, jusqu'à la frontière birmane.
Spécialiste des fougères, il en a rénové la classification. Il a fondé, en 1934, avec Hu xianxiao et Chen fenghuai le jardin botanique du mont Lu. Il a été élu en 1955 à l'Académie des Sciences de Chine.
Avec Hu Xiansu et Chen Huanyong, il est l'un des principaux fondateurs de la botanique chinoise contemporaine.

## Quelques publications
- avec Hu Xiansu - Icones filicum sinicarum - Nankin, Academia sinica, 1930-1937 - 4 volumes
- Classification naturelle des Polypodiaceae, 1940
- 秦仁昌论文选 (Articles de Qin Renchang) - Pékin, 1988
- avec Wu Zhaohong - 中国蕨类植物科属志 (Familiae generaque pteridophytorum Sinicorum) - Pékin : Di 1 ban., 1991

## Plantes qui lui ont été dédiées
Un genre lui a été dédié : Chingia Holttum (1971) de la famille des Thélyptéridacées ainsi que les plantes suivantes :
- Acer chingii Hu (1930) - Érable (Acéracée) du Guangxi (Chine)
- Achnatherum chingii (Hitchc.) Keng (1957) - Poacée du Gansu (Chine) (Synonyme : Stipa chingii Hitchc.)
- Adinandra chingii F.P.Metcalf (1932) - Théacée du Zhejiang
- Angiopteris chingii J.M.Camus (1989) - Marattiacée (Synonyme : Archangiopteris hokouensis Ching)
- Arachniodes chingii Y.T.Hsieh -(1986 ) - Dryoptéridacée de Chine
- Artemisia chingii' Pamp. (1932) - Astéracée du Guangxi (Chine)
- Asplenium × chingii Fraser-Jenk. (2008) - Aspléniacée hybride du Jammu-Kashmir (Inde) (Asplenium punjabense Bir, Fraser-Jenk. & Lovis x Asplenium ceterach L.)
- Astragalus chingianus E.Peter (1938) - Fabacée de Mongolie et de Chine
- Begonia chingii Irmsch. (1939) - Bégonia du Guangxi (Chine)
- Berberis chingii Cheng (1934) - Berbéridacée de Chine (Synonyme : Berberis cavaleriei H.Lév. var. pruinosa Byhouwer)
- Capparis chingiana B.S.Sun (1964) - Capparacée du Guangxi et du Yunnan (Chine)
- Castanopsis chingii A.Camus (1929) - Fagacée du Zhejiang (Chine)
- Cercis chingii' Chun (1927) - Gainier (Fabacée) originaire d'Anhui (Chine)
- Chrysosplenium chingii Hara (1941) - Saxifragacée du Gansu (Chine)
- Cinnamomum chingii F.P.Metcalf (1934) - Lauracée du Zhejiang (Chine)
- Cladrastis chingii Duley & Vincent (2003) - Fabacée du sud-est de la Chine
- Clematis chingii W.T.Wang (1957) - Renonculacée du Guangxi et du Guangdong (Chine)
- Corydalis chingii Fedde (1926) - Papavéracée du Gansu (Chine)
- Cryptocarya chingii Cheng (1936) - Lauracée du Zhejiang (Chine)
- Ctenitis chingii Z.Y.Liu & J.I.Chang (1984) - Dryoptéridacée de Chine
- Cyclosorus chingii Z.Y.Liu (1983) - Thélyptéridacée de Chine
- Decaneuropsis chingiana (Hand.-Mazz.) H.Rob. & Skvarla (2007) - Astéracée du Guangxi (Chine) (Synonyme : Vernonia chingiana Hand.-Mazz.)
- Dendrocnide chingiana (Hand.-Mazz.) Chew (1965) - Urticacée du Guangxi (Chine) (Synonyme : Laportea chingiana Hand.-Mazz.)
- Dioscorea chingii Prain & Burkill (1931) - Dioscoréacée du Guangxi (Chine)
- Dryoathyrium chingii Sarn.Singh & Panigrahi (2005) - Woodsiacée d'Arunachal Pradesh (Inde)
- Dryopteris chingii N.C.Nair (1968) - Dryoptéridacée du nord-ouest de l'Himalaya (Synonyme : Nephrodium filix-mas var. fibrillosum C.B.Clarke)
- Gentiana trichotoma Kusnezow var. chingii (C.Marquand) T.N.Ho (1994) - Gentianacée du Gansu (Chine) (Synonyme : Gentiana chingii C.Marquand)
- Girardinia chingiana Chien (1934) - Urticacée du Zhejiang (Chine)
- Gomphandra chingiana (Hand.-Mazz.) Sleumer (1940) - Icacinacée du Guangxi (Chine) (Synonyme : Stemonurus chingianus Hand.-Mazz.)
- Ilex chingiana Hu & Tang (1940) - Houx (Aquifoliacée) du Guangxi (Chine)
- Itea chingiana S.Y.Jin (1995) - Escalloniacée du Guangxi (Chine)
- Lagochilus chingii C.Y.Wu & S.J.Hsuan (1965) - Lamiacée du Xinjiang (Chine)
- Lindsaea chingii C.Chr. (1934) - Dennstaedtiacée du Guangxi (Chine)
- Lunathyrium chingii Z.Y.Liu (1983) - Woodsiacée de Chine
- Lysionotus chingii Chun ex W.T.Wang (1983) - Gesnériacée de Chine
- Magnolia conifera (Dandy) V.S.Kumar var. chingii (Dandy) V.S.Kumar (2006) - Magnoliacée du Guangxi (Chine) (Synonyme : Manglietia chingii Dandy)
- Margbensonia chingiana (S.Y.Hu) A.V.Bobrov & Melikyan (1998) - Podocarpacée du Zhejiang, du Gansu et du Sichuan (Chine) (Synonyme : Podocarpus chingianus S.Y.Hu)
- Michelia chingii Cheng (1936) - Magnoliacée du Zhejiang (Chine)
- Microlepia chingii B.S.Wang (1961) - Dennstaedtiacée du Hainan (Chine)
- Mussaenda chingii C.Y.Wu ex H.H.Hsue & H.Wu (1986) - Rubiacée de Chine
- Ophiopogon chingii F.T.Wang & Tang (1937) - Convallariacée du Guangxi (Chine)
- Ophiorrhiza chingii H.S.Lo (1990) - Rubiacée de Chine
- Parathelypteris chingii K.H.Shing & J.F.Cheng (1990) - Thélyptéridacée du sud-est de la Chine (Fujian, Jiangxi)
- Pedicularis chingii Bonati (1927) - Scrophulariacée du Gansu (Chine)
- Photinia chingiana Hand.-Mazz. (1932) - Rosacée du Guangxi (Chine)
- Polypodium chingii C.Chr. (1933) - Polypodiacée de Chine
- Quercus chingii F.P.Metcalf (1931) - Chêne (Fagacée) du Fujian et du Zhejiang (Chine)
- Rehmannia chingii H.L.Li (1948) - Scrophulariacée du Zhejiang (Chine)
- Rubus chingii Hu (1926) - Rosacée du Zhejiang (Chine) (Synonyme : Rubus chungii Hu)
- Salix chingiana K.S.Hao ex C.F.Fang & A.K.Skvortsov (1998) - Salicacée du Gansu (Chine)
- Saussurea chingiana Hand.-Mazz. (1937) - Astéracée du Gansu (Chine)
- Scurrula chingii (W.C.Cheng) H.S.Kiu (1983) - Loranthacée du Guangxi (Chine) (Synonyme : Loranthus chingii  W.C.Cheng)
- Semiliquidambar chingii (F.P.Metcalf) H.T.Chang (1962) - Hamamélidacée du Guangdong et du Fujian (Chine) (Synonyme : Altingia chingii F.P.Metcalf)
- Sinarundinaria chingii (T.P.Yi) K.M.Lan (1988) - Poacée de Chine (Synonyme : Yushania chingii T.P.Yi)
- Sloanea chingiana Hu (1930) - Élaéocarpacée du Guangxi (Chine)
- Smilax chingii F.T.Wang & Tang (1934) - Smilacacée du Guangxi (Chine)
- Synotis chingiana C.Jeffrey & Y.L.Chen (1984) - Astéracée de Chine
- Tilia chingiana Hu & Cheng (1935) - Tilleul du Guangxi (Chine)
- Trichosanthes chingiana Hand.-Mazz. (1936) - Cucurbitacée du Guangxi (Chine)
- Vaccinium henryi var. chingii (Sleumer C.Y.Wu & R.C.Fang (1987) - Éricacée d'Anhui et du Zhejiang (Chine) (Synonyme : Vaccinium chingii Sleumer)
- Veronica chingii H.L.Li (1952) - Scrophulariacée de Chine
- Viburnum chingii P.S.Hsu (1966) - Caprifoliacée du Yunnan (Chine)
- Viola chingiana W.Becker (1925) - Violacée du Gansu (Chine)
- Vittaria chingii B.S.Wang (1961) - Vittariacée du Hainan (Chine)